# Hubertus Primus
Hubertus Primus (né le 1er septembre 1955 à Gersfeld (Rhön), Hesse, Allemagne) juriste, journaliste et gestionnaire. Il est actuellement Directeur de Stiftung Warentest à Berlin et membre de son Comité directeur.

## Biographie
Après des études de droit à l’université libre de Berlin il travaille pour la revue Rechtsmagazin für die Wirtschaft, et comme journaliste juridique et fiscal indépendant pour le mensuel Industriemagazin et la Süddeutsche Zeitung. Il est embauché ensuite à Stiftung Warentest, est promu en 1993 rédacteur en chef de Finanztest ; en 1999 il devient rédacteur en chef de Test et en tant que Directeur des publications, membre du Comité directeur. À partir de 2012 il remplacera Werner Brinkmann, qui sera alors retraité, comme Directeur de Stiftung Warentest.
Hubertus Primus est membre du jury qui décerne le prix de journalisme Helmut Schmidt Journalistenpreis. Il est marié et a quatre enfants.

## Publications choisies
- Journalismus im Doppelpass von Internet und Zeitschrift, paru dans: Der Kampf um die Öffentlichkeit - Wie das Internet die Macht zwischen Medien, Unternehmen und Verbrauchern neu verteilt, Verlag Luchterhand, Neuwied, Kriftel (2002), p. 133-141
- Der GmbH-Geschäftsführer - Rechte und Pflichten - Gründung und Organisation - Bilanz und Steuern - Formulare und Kosten - Kleinbetriebe und Ein-Mann-GmbH, 5e édition, Heyne, München (2001)
- Avec Werner Plötz: Immoblock - Das neue Steuersparsystem, DG-Verlag, Wiesbaden (1990)
- En tant qu’éditeur: Start West - Ratgeber für Unternehmer und Existenzgründer in der DDR - Kredite, Leasing Kooperationen, Joint-Venture, Franchising, Firmenrecht, Service & Adressen, Geoconsult GmbH, Neu-Isenburg (1990)